# Vilancete

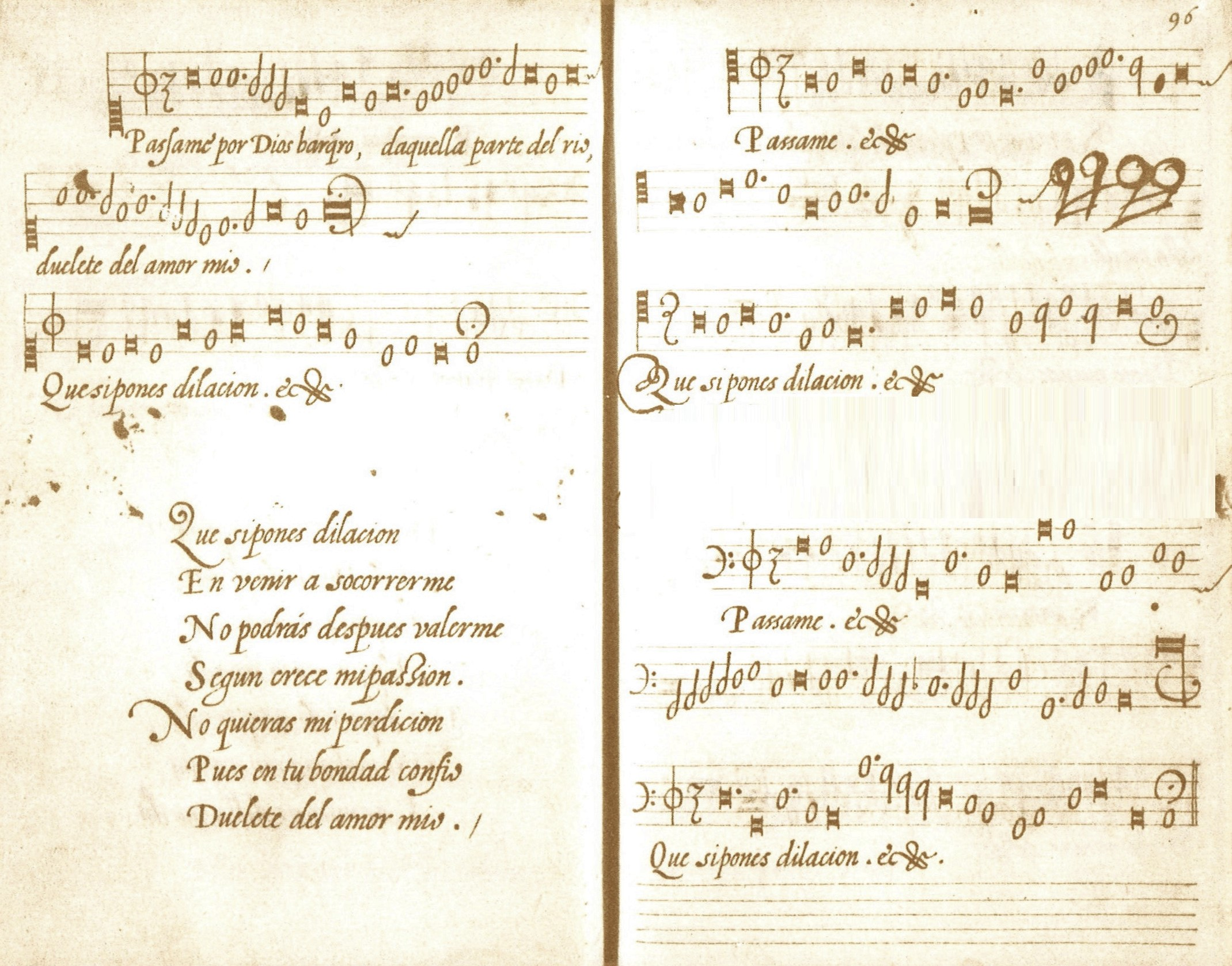
Cada verso tem cinco ou sete sílabas métricas. O tema dos vilancetes costuma ser a saudade, o campo, os pastores, a mulher perfeita e o amor não correspondido.

Vilancete, vilancico ou vilhancico (em catalão: Villancet) era uma forma poética comum na Península Ibérica, na época da Renascença. Os vilancetes podiam também ser adaptados para música: muitos compositores ibéricos dos séculos XV e XVI, como Juan del Encina ou o português Pedro de Escobar compuseram vilancetes musicais.
Em Portugal vilancete aparece pela primeira vez no Cancioneiro Geral, antologia poética de Garcia de Resende (1516).
Este tipo de poema tem um mote - o início do poema que, na música, funciona como refrão - seguido de uma ou mais estrofes - as voltas, coplas ou glosas - cada uma com 7 versos. A diferença entre o vilancete e a cantiga depende do número de versos no mote: se houver 2 ou 3 é um vilancete, se houver 4 ou mais é uma cantiga.
Cada verso de um vilancete está normalmente dividido em sete sílabas métricas (ou cinco, "medida velha"). Se o último verso do mote se repetir no fim da estrofe, diz-se que o vilancete é perfeito. Eis um exemplo de um vilancete, escrito por Luís de Camões:
(Mote:)
Enforquei minha Esperança;
Mas Amor foi tão madraço,
Que lhe cortou o baraço.
(Volta:)
Foi a Esperança julgada
Por setença da Ventura
Que, pois me teve à pendura,
Que fosse dependurada:
Vem Cupido com a espada,
Corta-lhe cerce o baraço.
Cupido, foste madraço.
Como se pode ver, o esquema das rimas é: ACC (mote), e ABBA ACC (volta), que era o mais comum.
O tema dos vilancetes era normalmente a saudade, o campo e os pastores, a 'mulher perfeita' e o amor não-correspondido e consequente sofrimento. Os poetas ibéricos foram fortemente influenciados por Francesco Petrarca, um poeta italiano.